# Džepni sat
Džepni sat je sat koji je napravljen za nošenje u džepu, za razliku od ručnog sata koji se nosi pričvršćen na zglob.
Jedan od prvih spomena džepnog sata nalazi se u pismu talijanskog urara Bartolomeja Manfredija markizu di Mantova Federicu Gonzagi iz studenog 1462.  gdje mu nudi „džepni sat” bolji od onog koji je pripadao vojvodi od Modene. Do kraja 15. stoljeća, satovi na oprugu pojavili su se u Italiji i Njemačkoj. Peter Henlein, majstor bravar iz Nürnberga, redovito je proizvodio džepne satove do 1526. godine. Nakon toga, proizvodnja džepnih satova proširila se po ostatku Europe kako je 16. stoljeće odmicalo. Rani satovi imali su samo kazaljku za sate, a kazaljka za minute pojavila se krajem 17. stoljeća.